# Eugeniusz Geppert
Eugeniusz Geppert (4 tháng 9 năm 1890 – 13 tháng 1 năm 1979) là một họa sĩ người Ba Lan đại diện cho phong trào hội họa sắc màu (Colourists).

## Sự nghiệp
Eugeniusz Geppert học tập tại Học viện Mỹ thuật ở Kraków dưới sự hướng dẫn của họa sĩ người Ba Lan Jacek Malczewski và sau đó là Đại học Jagiellonia. Ông từng đi du học ở thủ đô Paris, nước Pháp (1925-1927 và 1957). Trước Thế chiến thứ hai, ông tham gia nhóm nghệ thuật Zwornik. Ông đồng sáng lập và cũng là hiệu trưởng đầu tiên của Trường Nghệ thuật Cao cấp đầu tiên ở Wrocław.
Vào ngày 25 tháng 4 năm 2008, Học viện Mỹ thuật ở Wrocław được đổi tên thành Học viện Mỹ thuật Eugeniusz Geppert để tưởng nhớ ông. Tác phẩm của Geppert cũng là một phần của sự kiện vẽ tranh trong cuộc thi nghệ thuật tại Thế vận hội mùa hè 1932.